# Katoma trichurensis
Katoma trichurensis är en insektsart som beskrevs av Baker 1925. Katoma trichurensis ingår i släktet Katoma och familjen Lophopidae. Inga underarter finns listade i Catalogue of Life.